# Gaitana (ca sĩ)
Gaita-Lurdes Klaverivna Essami (tiếng Ukraina: Гайта-Лурдес Клаверівна Ессамі; sinh ngày 24 tháng 3 năm 1979), hay có nghệ danh là Gaitana (tiếng Ukraina: Гайтана, đã Latinh hoá: Haitana), là một ca sĩ và nhạc sĩ sáng tác bài hát người Ukraina. Phong cách nhạc pop của Essami được miêu tả là mang các yếu tố của jazz, funk, soul và dân ca. Cô đã đại diện cho Ukraina tranh tài tại Eurovision Song Contest 2012 ở Baku, thể hiện ca khúc "Be My Guest" và xếp thứ 15 trong trận chung kết.
Gaitana là thí sinh gốc Phi thứ ba dự Eurovision đến từ một nước thuộc Liên Xô, sau ca sĩ kiêm nghệ sĩ guitar người Litva  Viktoras "Victor" Diawara của nhóm LT United và ca sĩ người Estona Daana Ots of Suntribe.

## Thân thế
Essami sinh ra ở Kyiv, có mẹ là người Ukrainian tên Tatiana Petrova và cha tên Klaver Essami đến từ Cộng hòa Congo. Lúc còn nhỏ, gia đình cô rời Ukraina và chuyển đến quê nhà Brazzaville của cha cô. Họ sống ở Cộng hòa Congo trong năm năm, rồi Essami và mẹ cô trở về Ukraina vào năm 1985. Do phần lớn những năm đầu đời sống ở Cộng hòa Congo, Essami chỉ có thể nói tiếng Pháp và tiếng Lingala sau khi trở về Ukraina, tuy nhiên sau này cô đã nói trôi chảy tiếng Ukraina và tiếng Nga nữa. Người cha đã ly thân của Essami hiện vẫn sống ở Brazzaville, tại đây ông làm chủ một doanh nghiệp vận tải.
Ở Kyiv, Essami theo học trường nhạc và học cách chơi saxophone. Sau đó cô theo học đại học về chuyên ngành kinh tế. Từ nhỏ, Essami đã là vận động viên xuất sắc, từng vô địch giải bóng bàn. Năm 1991, Essami tranh tài tại cuộc thi nhạc cho thiếu nhi mang tên Fantasy Lotto Nadiya, cô đạt vị trí thứ ba chung cuộc. Sau cuộc thi, Essami bắt đầu hát ở một nhóm nhạc thiếu nhi dẫn dắt bởi Volodymyr Bystryakov. Ở Liên Xô, nhạc R&B không quá phổ biến, vậy nên Essami vừa được giới thiệu các bài hát ngoại ngữ, vừa tham gia các tụ điểm nhạc underground thời niên thiếu.

## Sự nghiệp âm nhạc
Essami bắt đầu sự nghiệp âm nhạc chuyên nghiệp vào năm 2003, cô phát hành album phòng thu đầu tay mang tên O tebe. Cô tiếp tục phát hành bảy album nữa trong sự nghiệp: Slidom za toboyu (2005), Kapli dozhdya (2007), Kukabarra (2008), Taynyye zhelaniya (2008), Tolko segodnya (2010), Viva, Europe! (2012) và Voodooman (2014). Các bài hát của cô được thu âm bằng tiếng Nga, tiếng Ukraina hoặc tiếng Anh. Sau lễ nhậm chức Tổng thống Hoa Kỳ đầu tiên của Barack Obama vào năm 2009, Essami biểu diễn tại một vũ hội nhậm chức đặc biệt để tôn vinh ông ở Kyiv.
Tháng 1 năm 2012, Essami được lựa chọn để tranh tài Evrobachennya 2012, trận chung kết quốc gia Ukraina để chọn đại diện dự thi Eurovision Song Contest 2012. Cô dự thi với bài hát "Be My Guest". Essami tiếp tục giành chiến thắng cuộc thi, xếp thứ nhất theo ban giám chuyên môn và xếp thứ hai theo khán giả Ukraina. Sau khi giành chiến thắng, Essami trở thành nạn nhân của các bình luận phân biệt chủng tộc tới từ các thành viên cực hữu ở Ukraina. Yuriy Syrotyuk (một quan chức cấp cao trong đảng chính trị chủ nghĩa dân tộc Svoboda) cho biết việc lựa chọn Essami làm đại diện của Ukraina dự thi sẽ cản trở khả năng Ukraine gia nhập Liên minh châu Âu, vì cô thể hiện rằng đất nước này giống như họ "thuộc về một lục địa khác vậy". Essami đáp lại các bình luận rằng Ukraina là tổ quốc yêu dấu của mình, và những người Ukraina không phải da trắng không nên cảm thấy họ phải rời đất nước thì mới được chấp nhận.
Tuy nhiên, Essami tiếp tục đại diện cho Ukraina dự thi ở Baku, trở thành người Ukraina gốc Phi đầu tiên đại diện cho Ukraine tại Eurovision Song Contest. Cô tranh tài ở trận bán kết thứ hai vào ngày 24 tháng 5 năm 2012, rồi cô xếp thứ tám nên giành quyền vào trận chung kết. Chung cuộc, cô xếp thứ 15 ở trận chung kết tổ chức vào ngày 26 tháng 5, ghi được tổng cộng 65 điểm.

## Danh sách đĩa nhạc

### Album
- 2003 - О тебе (Gaitana and Unity) - About You
- 2005 - Слідом за тобою - Following You
- 2007 - Капли дождя - Raindrops
- 2008 - Kукaбaррa - Kukabarra
- 2008 - Тайные желания - Secret Desires
- 2010 - Только сегодня - Only Today
- 2012 - Viva, Europe!
- 2014 – Voodooman

### Đĩa đơn
- 2006 - "Двa вікна" - Two Windows
- 2007 - "Шaленій" - Go Crazy
- 2009 - "Нещодавно" (Gaitana và Stas Konkin) - Lately
- 2012 - "Be My Guest"
- 2013 - "Aliens"
- 2014 - "Galaxy"
- 2020 - "A Paper Plane" (của Aryan King)[10][11]

## Giải thưởng
- Giải Showbiz
  - Ngôi sao châu Âu xuất sắc nhất (giải đặc biệt)
- Giải thưởng âm nhạc Ukraina
  - Nữ ca sĩ xuất sắc nhất (2008)
  - Album xuất sắc nhất (2008)